# دین باریک
دین باریک (انگلیسی: Dean Barrick؛ زادهٔ ۳۰ سپتامبر ۱۹۶۹) بازیکن فوتبال اهل بریتانیا است.
از باشگاه‌هایی که در آن بازی کرده‌است می‌توان به باشگاه فوتبال شفیلد ونزدی، باشگاه فوتبال کمبریج یونایتد، باشگاه فوتبال دونکستر راورز، باشگاه فوتبال پرستون نورث اند، باشگاه فوتبال هاکنال تاون، باشگاه فوتبال روترهام یونایتد، باشگاه فوتبال ایر یونایتد، باشگاه فوتبال بری، باشگاه فوتبال نانیتون تاون، و باشگاه فوتبال هرفورد یونایتد اشاره کرد.